# Починок-Кучуковское сельское поселение
Починок-Кучуковское се́льское поселе́ние — муниципальное образование в Кукморском районе Татарстана Российской Федерации.
Административный центр — село Починок Кучук.

## История
Статус и границы сельского поселения установлены Законом Республики Татарстан от 31 января 2005 года № 27-ЗРТ «Об установлении границ территорий и статусе муниципального образования "Кукморский муниципальный район" и муниципальных образований в его составе».

## Население
| 2010  | 2011  | 2012  | 2013  | 2014  | 2015  | 2016  |
| ----- | ----- | ----- | ----- | ----- | ----- | ----- |
| 1150  | ↘1149 | ↘1128 | ↘1105 | ↗1113 | ↘1095 | ↘1067 |
| 2017  | 2018  |       |       |       |       |       |
| ↘1055 | ↘1028 |       |       |       |       |       |

## Состав сельского поселения
| № | Населённый пункт | Тип населённого пункта       | Население |
| - | ---------------- | ---------------------------- | --------- |
| 1 | Кашкара          | село                         |           |
| 2 | Кня-Баш          | село                         |           |
| 3 | Княгор           | деревня                      |           |
| 4 | Красный Октябрь  | деревня                      |           |
| 5 | Починок Кучук    | село, административный центр |           |
| 6 | Синерь           | посёлок                      |           |
| 7 | Старая Кня       | село                         |           |
| 8 | Чигайка          | деревня                      |           |